# Castelul Burghausen

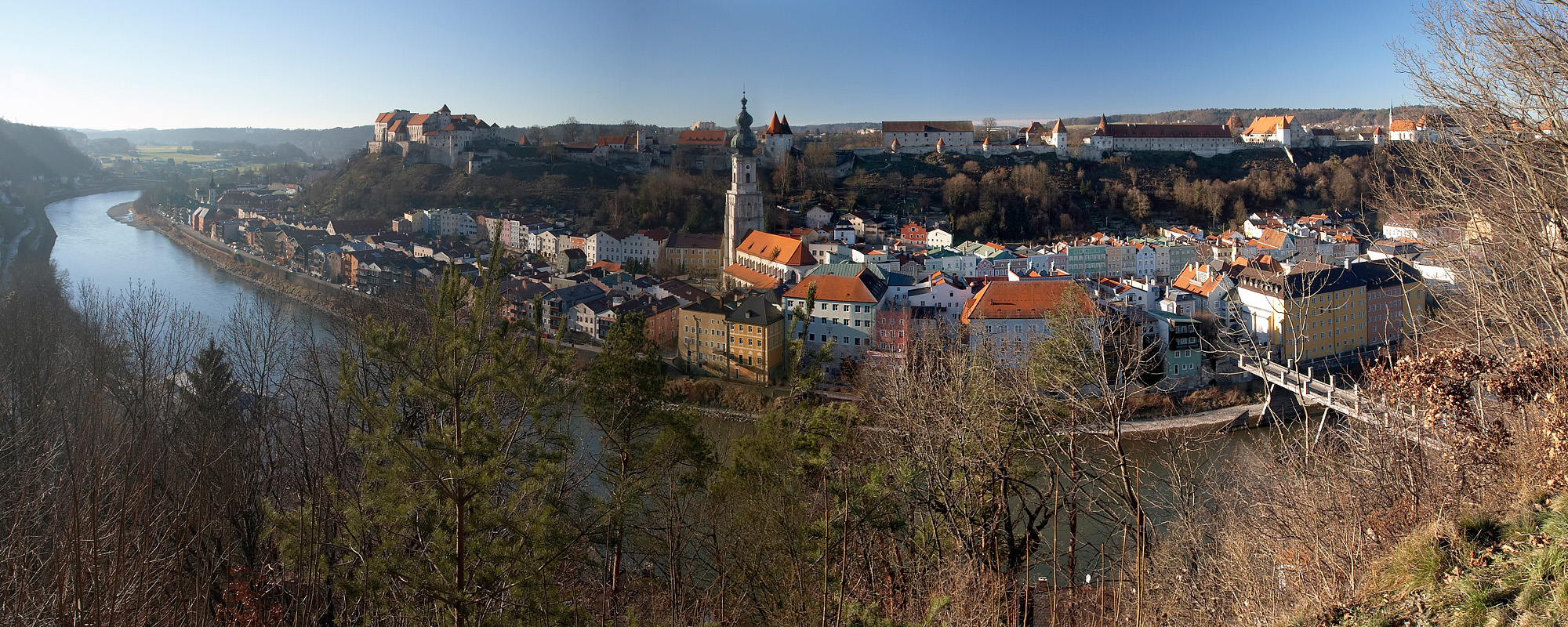
Oraşul Burghausen, localizat lângă castelul cu acelaşi nume; vedere de pe partea austriacă a râului Salzach

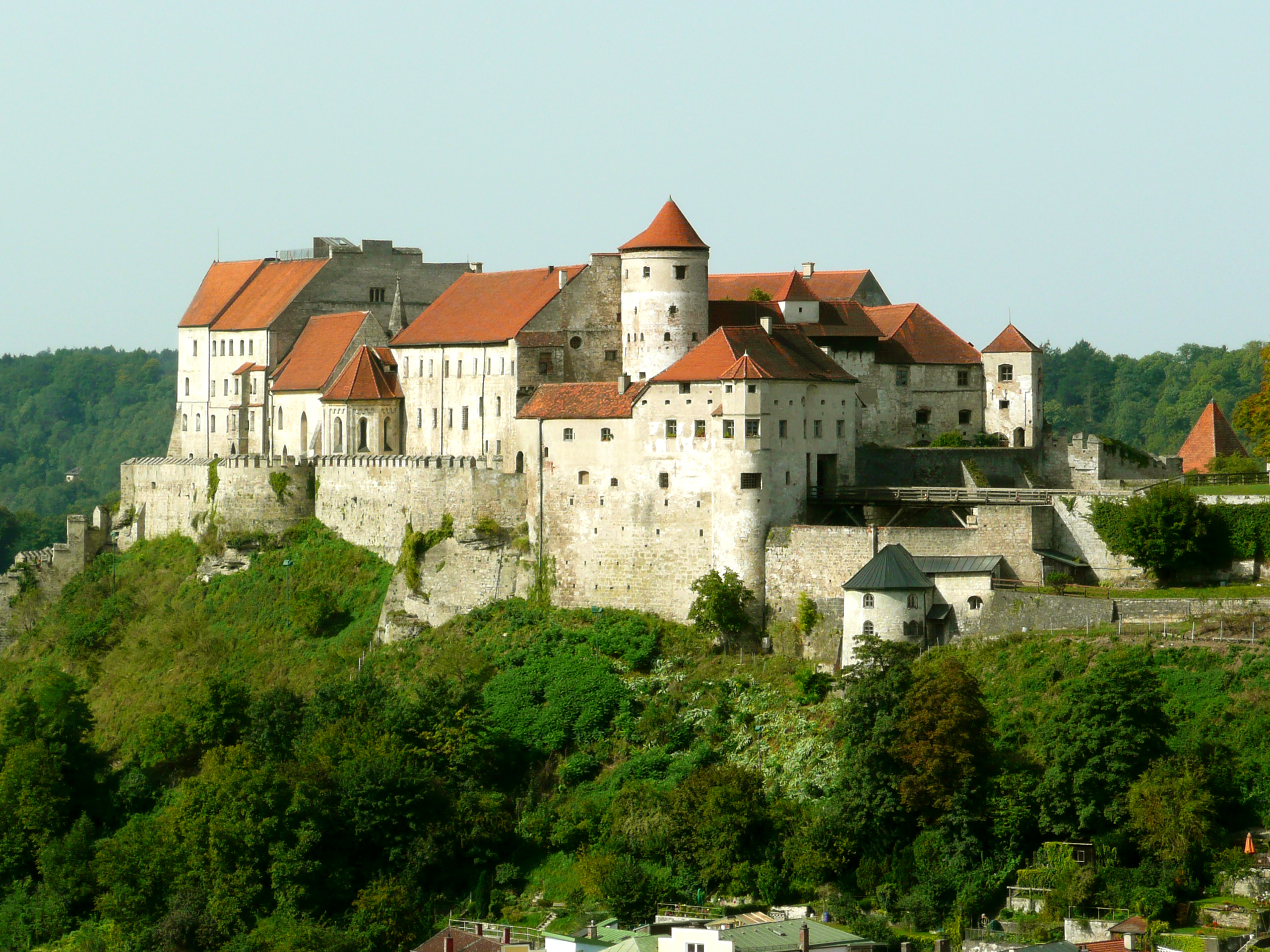
Castelul de pe partea austriacă

Castelul Burghausen (localizat în Burghausen, Bavaria Superioară) este cel mai lung și întins castel din Europa (1 043 metri). 

## Caracteristici
Arhitectura castelului este cea gotică. Castelul are o lungime totală de 1043 de metri și este amplasat în apropiere de München, lângă orașul baroc Burghausen, la granița cu Austria.
Pe lângă sălile mari din interiorul său, cetatea are ziduri de 5 metri grosime, numeroase curți exterioare și poduri retractabile.

### Imagini ale castelului

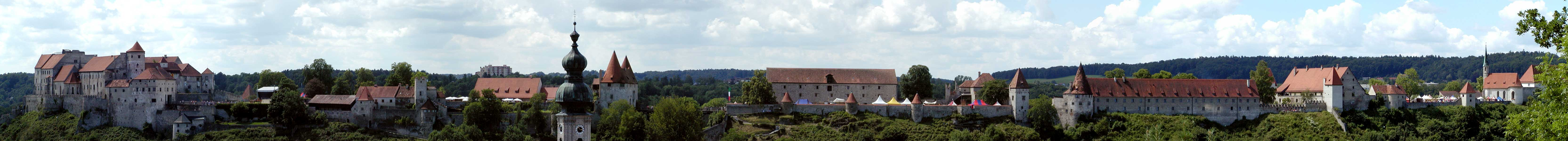
Vedere panoramică a castelului (vedere dinspre est)

Vedere panoramică a castelului (vedere dinspre vest)